# Partamaspates
Partamaspates (em grego: Παρθαμασπάτης; romaniz.: Parthamaspátes) foi um príncipe parta da dinastia arsácida que governou como um rei cliente do Império Romano na Mesopotâmia, e mais tarde em Osroena, durante o início do século II.

## Vida
Partamaspates era filho do xainxá Osroes I. Depois de passar grande parte de sua vida no exílio romano, acompanhou o imperador Trajano (r. 98–117) na campanha dele para conquistar o Império Arsácida. Trajano planejou originalmente anexar Ctesifonte como parte do Império Romano, mas finalmente decidiu colocar Partamaspates no trono de seu pai como um cliente romano, o que ocorreu em 116 com a coroação dele como xainxá. Os ganhos de Trajano foram de curta duração, pois revoltas ocorreram em todos os territórios conquistados, com os babilônios e judeus expulsando os romanos da Mesopotâmia, e os armênios sob Sanatruces I causando problemas. Após a morte de Trajano em 117, os partas removeram Partamaspates do trono e restabeleceram Osroes I.
Após sua derrota, Partamaspates novamente fugiu para os romanos que então, como consolo, lhe concederam em 118 o cogoverno do Reino de Osroena, um pequeno Estado cliente romano entre a Ásia Menor e a Síria, ao lado de Ialur. Seu reinado durou até 122 e Ialur continua governando por mais um ano sozinho. De seu território de Osroena, é conhecido por ter negociado com o Império Cuchana, com mercadorias sendo enviadas por mar e através do rio Indo. Muito depois do fracasso de Partamaspates, Roma ainda afirmava ter o controle das terras partas, como mostrado numa moeda de Antonino Pio (r. 138–161) com a imagem de uma "Pártia" subjugada oferecendo a coroa a ele.

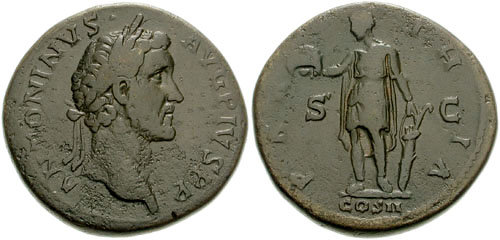
Sestércio de Antonino Pio mostrando a Pártia subjugada (PAR-TH-IA no reverso) entregando a coroa a ele